# Cambridge (Nebraska)
Pour les articles homonymes, voir Cambridge (homonymie).
La ville de Cambridge est située dans le comté de Furnas, dans l’État du Nebraska, aux États-Unis. Sa population s’élevait à 1 063 habitants lors du recensement de 2010, estimée à 1 038 habitants en 2016.

## Source
- (en) Cet article est partiellement ou en totalité issu de l’article de Wikipédia en anglais intitulé « Cambridge, Nebraska » (voir la liste des auteurs).